# Changchunsaurus parvus
 Changchunsaurus parvus (“pequeño lagarto de Changchun”) es la única especie conocida del género extinto Changchunosaurus  de dinosaurios ornitisquios ornitópodos , que vivió a principios del período Cretácico, hace aproximadamente 126 a 113 millones de años, en el Aptiense , en lo que es hoy Asia.

## Descripción
El espécimen tipo es un animal pequeño de alrededor de 1 metro de largo con una cabeza de 11.5 centímetros. La especie tipo y la única conocida es C. parvus ("parvus" que significa pequeño en Latín), debido a su pequeño tamaño. De acuerdo con Zan et al. de 2005, que lo describió, el animal muestra una combinación de características compartidas con ornitópodos más derivados como reducción en el tamaño o la pérdida de algunas fenestras o agujeros del cráneo, y características compartidas con los ornitópodos más basales por ejemplo, cinco dientes en cada premaxilar, parte corta desdentada del pico superior, y un pequeño espacio entre los dientes del pico y los dientes de la mejilla. Hay una proyección que sobresale del lado del yugal o pómulo, con lo que se describe como una "estructura nuble".

## Descubrimiento e investigación
Changchunosaurus está basado en un esqueleto con cráneo y partes del dentario y el maxilar superior encontrado más precisamente fue encontrado en la formación Quantou cerca de la ciudad de Gongzhuling, provincia central de Jilin de China. Solo la cabeza aparece en la descripción oficial. De acuerdo con Zan Shu-Qin, Chen Jun, Jin Li-Yong y Li Tao, el espécimen muestra una combinación de caracteres avanzados como la reducción o directamente la desaparición de algunas aberturas en el cráneo como la fenestra temporal, y combinado con esto la persistencia de caracteres basales como cinco dientes en el premaxilar, una corta porción sin dientes en el pico superior y un pequeño paso entre los dientes frontales y los malares. Posee una proyección similar a una vara saliendo desde el yugal o hueso de la mejilla, que se describe como una saliente.
El holotipo, JLUM L0403-j–Zn2, consiste en un cráneo y esqueleto, además hay fragmentos adicionales de otro cráneo. Es el primer dinosaurio nombrado de esta provincia china. Como todo pequeño ornitópodo el Changchunosaurus debió haber sido un rápido corredor que se alimentaba cerca del suelo.
El tipo y única especie conocida es C. parvus, "parvus" que significa "pequeño", llamada así por su tamaño pequeño. Se conoce por un cráneo y esqueleto y fragmentos de cráneo adicionales. Todos los especímenes de Changchunsaurus se obtuvieron de la Formación Quantou de la Cuenca de Songliao, que data ente las etapas Aptiano a Cenomaniano. Es el primer género de dinosaurios nombrado de Jilin. Más tarde, se describieron algunos especímenes referidos y en 2010 se revisó su anatomía craneal. En Butler et al. , 2011, la osteología postcranial fue descrita por primera vez.

## Clasificación
En la descripción de 2011 se realizó un gran análisis filogenético que confirmó su posición como un ornitópodo basal y se encontró que está estrechamente relacionada con otra ornitópodo chino, Jeholosaurus y más tarde con el ornitópodo chino recién descrito Haya. Han et al. llamaron este clado "Jeholosauridae" en 2012.
El siguiente cladograma se basa en el análisis de Makovicky et al. de 2011:
|  | Haya                                                             |
|  |                                                                  |
|  | \| \| Changchunsaurus \| \| \| \| \| \| Jeholosaurus \| \| \| \| |
|  |                                                                  |
|  | Changchunsaurus                                                  |
|  |                                                                  |
|  | Jeholosaurus                                                     |
|  |                                                                  |

|  | Changchunsaurus |
|  |                 |
|  | Jeholosaurus    |
|  |                 |

|  | Hypsilophodon      |
|  |                    |
|  | hacia Iguanodontia |
|  |                    |

|  | Haya                                                             |
|  |                                                                  |
|  | \| \| Changchunsaurus \| \| \| \| \| \| Jeholosaurus \| \| \| \| |
|  |                                                                  |
|  | Changchunsaurus                                                  |
|  |                                                                  |
|  | Jeholosaurus                                                     |
|  |                                                                  |

|  | Changchunsaurus |
|  |                 |
|  | Jeholosaurus    |
|  |                 |

|  | Hypsilophodon      |
|  |                    |
|  | hacia Iguanodontia |
|  |                    |

|  | Haya                                                             |
|  |                                                                  |
|  | \| \| Changchunsaurus \| \| \| \| \| \| Jeholosaurus \| \| \| \| |
|  |                                                                  |
|  | Changchunsaurus                                                  |
|  |                                                                  |
|  | Jeholosaurus                                                     |
|  |                                                                  |

|  | Changchunsaurus |
|  |                 |
|  | Jeholosaurus    |
|  |                 |

|  | Hypsilophodon      |
|  |                    |
|  | hacia Iguanodontia |
|  |                    |

|  | Haya                                                             |
|  |                                                                  |
|  | \| \| Changchunsaurus \| \| \| \| \| \| Jeholosaurus \| \| \| \| |
|  |                                                                  |
|  | Changchunsaurus                                                  |
|  |                                                                  |
|  | Jeholosaurus                                                     |
|  |                                                                  |

|  | Changchunsaurus |
|  |                 |
|  | Jeholosaurus    |
|  |                 |

|  | Hypsilophodon      |
|  |                    |
|  | hacia Iguanodontia |
|  |                    |